# Guillaume Radio
 (septembre 2016).
Guillaume Radio (anciennement Guillaume Radio 2.0 jusqu'à l'été 2017) était une émission de radio de divertissement axée sur les canulars et les jeux avec les auditeurs, présentée par Guillaume Pley du 11 juillet 2011 au 27 avril 2018 sur NRJ France, NRJ Belgique et NRJ Suisse (NRJ Léman uniquement).

## Principe de l’émission
Guillaume Radio était une émission de libre antenne, similaire à l'émission C'Cauet mais laissant plus de place à la libre antenne pure et aux canulars téléphoniques[réf. nécessaire]. L'émission était ponctuée de rubriques principalement axées sur les canulars et les jeux avec les auditeurs, qui participaient par l'intermédiaire de SMS. Comme toutes les émissions de libres antennes, les auditeurs pouvaient téléphoner pour parler d'un sujet avec les animateurs et les autres auditeurs. L'animateur Guillaume Pley attachait beaucoup d'importance à la lecture des SMS envoyés par les auditeurs[réf. nécessaire].

## Historique
Une septième saison a démarré le 29 août 2016.
L'émission fut épinglée par le CSA en octobre 2016, à cause du Jeu des pervers. Ce jeu consistait à appeler au téléphone, en se faisant passer pour Mandarine, une fille libertine, des hommes lubriques qui avaient laissé leur numéro sur des discussions érotiques du réseau Internet. Il a pu s'agir du site Cocoland, un site de discussion, sans aucune modération, regorgeant de pervers en tout genres, et possédé par un homme controversé[réf. nécessaire]. Précisément, Le CSA a mis en cause les discussions entre Guillaume et ces pervers ayant des fantasmes très osés (sodomie, scatophilie, sadomasochisme, etc.), en utilisant des termes très crus, une loi interdisant la diffusion de propos sexuels avant 22h.
L'émission du 8 novembre 2016 fut également suivie par la publication le 21 mars 2017 d'une mise en garde du CSA à propos d'« un discours banalisant la détention et la consommation de produits stupéfiants ».
Le 23 avril 2018, Guillaume Pley annonce qu'il quittera NRJ à la fin de la saison « pour développer un nouveau contenu, totalement inédit et en réponse aux attentes de sa communauté, qui atteint aujourd'hui 6 millions de personnes à travers la France, la Belgique, et la Suisse ». Le lendemain, le Groupe NRJ annonce par communiqué que l'émission sera finalement arrêtée le vendredi 27 avril 2018 et remercie l'animateur pour ses 6 années de collaboration.

## L'équipe de Guillaume Radio

### L'équipe en 2018
En 2018, l'équipe était composée  de :
- Guillaume Pley (animateur)
- Julien Seeberger dit Julien le stagiaire (co-animateur)
- Aude Fraineau dite Aude ou Audinette (Community Manager de Guillaume Pley, standardiste et co-animatrice ; présente dans les vidéos sur sa deuxième chaîne Youtube "GamePley")
- Jordan Caucino dit l'Apprenti (chroniqueur nouvelles technologies)
- Farès dit Farès du standard (stagiaire chroniqueur nouvelles applications)

Julien "le Stagiaire" est le premier membre de l'équipe, que Guillaume a rencontré avant NRJ. JM "du Standard" était déjà sur NRJ, outre son rôle de co-animateur, il est producteur de l'émission et recrute les stagiaires.

### Anciens membres
- Marie la gourmande (co-animatrice) : présente dans l'équipe durant l'été 2011, elle quitte l'émission en septembre 2011.
- Sarah du standard (standardiste) : décembre 2013 - avril 2014.
- Amina Kasimi dite Amina du standard (standardiste) : aout 2014 - aout 2016 (elle rejoint l'émission MIKL sur NRJ)
- Julia Layani dite Julia du standard (standardiste) : septembre 2016 - décembre 2016.
- Jean-Marc Nichanian dit J.-M. du standard (co-animateur, standardiste, membre historique de l'émission) : octobre 2011 - juin 2017 (il rejoint l'émission Le Rico Show Sur NRJ qui a remplacé l'émission Guillaume Radio en avril 2018)
- Guillaume dit GuiGui de la Régie (membre de la régie et chroniqueur vidéos insolites) : 2013 - juin 2017
- Flo des cadeaux : 2013 - juillet 2017 (il rejoint les membres du Night Show Sur Fun Radio)
- Sabrina dit La nouvelle fille de l'équipe (gagnante du "Fille fille challenge" que Guillaume avait organisé afin de trouver une fille pour l'équipe) : avril 2017 - juin 2017

## Organisation de l'émission

### Généralités
C'est une émission de libre antenne, constituée des rubriques distinctes et certaines éphémères qui ne durent pas une saison entière, apparaissent ou disparaissent en fonction de la programmation.
Les auditeurs sont invités à envoyer des messages à Guillaume et à appeler pour participer à l'émission. Les auditeurs les plus célèbres[réf. nécessaire] de l'émission sont Bernard Costard et Marie « la bourrée ». Marie est une femme qui appelait en étant toujours ivre tandis que Bernard est un DJ amateur étrange qui a menacé Guillaume Pley plusieurs fois à l'antenne et sur les réseaux sociaux car il terminait son émission trop tard.
L’émission ne durait plus que 2 heures lors de la sixième saison, de 22 h à 00 h, Guillaume Pley ayant annoncé que c'était la conséquence inévitable de problèmes de voix. L'arrivée de la septième saison est accompagnée d'un nouveau changement d'horaires, de 20 h à 23 h, afin de remplacer l'émission C'Cauet.
Depuis le vendredi 12 Janvier 2018, toutes les émissions du vendredi soir étaient effectuées en public et avec un invité.[pertinence contestée]

### Création d'événements
L'émission crée également des événements : invitation de 12 auditeurs au domicile de l'animateur, ou animation d'une émission spéciale nuit blanche, en public, une émission « spéciale filles », ou à l'occasion de la publication d'ouvrages de l'animateur[réf. souhaitée].

## Polémiques
En décembre 2016, l'émission Guillaume Radio 2.0 se fait de nouveau épingler par le CSA, à la suite des propos tenus par le co-animateur de l'émission : « Julien le stagiaire ». En effet, en direct, lors d'une émission, il propose de « revendre des substances illicites ». En guise de sanction, la direction de NRJ décide une mise à pied du co-animateur et de suspendre le direct de l'émission pendant un mois[réf. souhaitée].